# VPS26B
VPS26B‏ (VPS26, retromer complex component B) هوَ بروتين يُشَفر بواسطة جين VPS26B في الإنسان.